# Svarstad
Svarstad è un villaggio della Norvegia, situato nella municipalità di Larvik, nella contea di Vestfold.